# Гавры (Пыталовский район)
Гавры (латыш. Gauri) — деревня в России, в Пыталовского района Псковской области.
Административный центр Гавровской волости.
Деревня расположена в 22 км к югу от города Пыталово и в 5 км к северу от пограничного пункта Убылинка на границе с Латвией.

## Население
| 2001 | 2002 | 2006 | 2010 |
| ---- | ---- | ---- | ---- |
| 374  | ↘337 | →337 | ↘299 |

Численность населения деревни к началу 2001 года составляла 374 жителей.

## История
До 1920 гг. деревня числится в составе Островского уезда Псковской губернии. C 1920 до 1944 гг. входила в состав Латвии под названием «Гауры» (латыш. Gauri). В 1920 — 1925 годах относится к Вышгородской волости Лудзенского уезда, а в 1925 — 1944 годах являлась центром Гаурской (Гавровской) волости Яунлатгальского (Абренского) уезда Латвии. В январе 1945 года деревня вместе с районом была возвращена в состав РСФСР в рамках тогда же созданного 16 января 1945 года Пыталовского района Псковской области (фактически его управление было передано властям Псковской области, образованной 23 августа 1944 года, в тот же период ввиду отсутствия иных органов власти на освобождаемых землях во время Великой Отечественной войны).